# Бэрфорд, Джейлен
Джейлен Морис Бэрфорд (англ. Jaylen Maurice Barford; род. 23 января 1996, Джэксон, штат Теннесси, США) — американский профессиональный баскетболист, играющий на позиции атакующего защитника.

## Карьера
Не став выбранным на драфте НБА 2018 года Бэрфорд присоединился к «Миннесоте Тимбервулвз» в Летней лиге НБА. 26 июля Джейлен подписал контракт с «Шарлотт Хорнетс» для участия в тренировочном лагере. 11 октября «Хорнетс» отказались от Бэрфорда и он продолжил выступления за фарм-клуб — «Гринсборо Сворм». В 46 матчах G-Лиги Джейлен набирал в среднем 17,5 очков, 3,7 подборов и 1,3 передач.
В июле 2019 года Бэрфорд стал игроком «Виктории Либертас». В 20 матчах чемпионата Италии Джейлен отметился статистикой в 16,0 очков, 4,5 подборов, 3,1 передач и 1,6 перехватов.
В феврале 2020 года Бэрфорд перешёл в римский «Виртус». В своей единственной игре за команду Джейлен набрал 13 очков, 7 подборов и 3 передачи.
В октябре 2020 года Бэрфорд подписал контракт с «Аль-Иттихад» (Александрия).
В феврале 2021 года Бэрфорд вернулся в Италию и продолжил карьеру в «Ваноли». В 9 матчах чемпионата Италии Джейлен набирал 15,0 очков, 3,3 подбора, 1,0 передачу и 1,0 перехват.
Сезон 2021/2022 Бэрфорд начинал в «Астане». В 8 матчах Единой лиги ВТБ статистика Джейлена составила 23,0 очка, 4,8 подбора, 1,6 передачи и 2,1 перехвата.
В феврале 2022 года Бэрфорд перешёл в «Локомотив-Кубань». В 19 матчах Единой лиги ВТБ Джейлен набирал 12,8 очка, 3,5 подбора, 2,2 передачи и 1,1 перехвата в среднем за игру.
В июне 2022 года Бэрфорд продлил контракт с «Локомотивом-Кубань».
В сезоне 2022/2023 Бэрфорд стал серебряным призёром Единой лиги ВТБ и чемпионата России.
19 февраля 2023 года Бэрфорд принял участие в «Матче всех звёзд» Единой лиги ВТБ в составе команды New School. В этой игре Джейлен провёл на площадке 19 минут 32 секунды и набрал 17 очков, 6 передач, 3 подбора и 3 перехвата.
В мае 2023 года Бэрфорд подписал новый контракт с «Локомотивом-Кубань».
В августе 2024 года Бэрфорд стал игроком «Реджаны».

## Достижения
- Серебряный призёр Единой лиги ВТБ: 2022/2023
- Серебряный призёр чемпионата России: 2022/2023